# Мирваль-Лораге
Мирва́ль-Лораге́ (фр. Mireval-Lauragais) — коммуна во Франции, находится в регионе Лангедок — Руссильон. Департамент коммуны — Од. Входит в состав кантона Южный Кастельнодари. Округ коммуны — Каркасон.
Код INSEE коммуны — 11234.

## Население
Население коммуны на 2008 год составляло 160 человек.
| 1962 | 1968 | 1975 | 1982 | 1990 | 1999 | 2008 |
| ---- | ---- | ---- | ---- | ---- | ---- | ---- |
| 130  | 168  | 135  | 124  | 147  | 164  | 160  |

## Экономика
В 2007 году среди 109 человек в трудоспособном возрасте (15—64 лет) 78 были экономически активными, 31 — неактивными (показатель активности — 71,6 %, в 1999 году было 76,6 %). Из 78 активных работали 76 человек (43 мужчины и 33 женщины), безработными были 2 женщины. Среди 31 неактивного 18 человек были учениками или студентами, 7 — пенсионерами, 6 были неактивными по другим причинам.

## Достопримечательности
- Церковь Св. Иоанна (XIII в.)
- Укреплённые ворота (XIV в.)
- Прачечная